# Xã Waterloo, Quận Lyon, Kansas
Xã Waterloo (tiếng Anh: Waterloo Township) là một xã thuộc quận Lyon, tiểu bang Kansas, Hoa Kỳ. Năm 2010, dân số của xã này là 284 người.